# Verbascum gypsicola
Verbascum gypsicola är en flenörtsväxtart som beskrevs av M. Vural och M. Aydogdu. Verbascum gypsicola ingår i släktet kungsljus, och familjen flenörtsväxter. Inga underarter finns listade i Catalogue of Life.